# Abomey-Calavi
Abomey-Calavi ist eine Stadt, ein Arrondissement und eine Kommune im Departement Atlantique in Benin. Sie ist heute im Wesentlichen ein Vorort von Cotonou und beginnt an ihrer engsten Stelle etwa 18 km vom Stadtzentrum von Cotonou entfernt. Die wichtigsten Städte der Gemeinde sind die Stadt Abomey-Calavi und Godomey im Süden. Die Kommune umfasst eine Fläche von 650 Quadratkilometern und hatte bei der Volkszählung im Mai 2013 eine Bevölkerung von 655.965 Menschen.

## Geschichte
Die Geschichte von Abomey-Calavi ist mit der von Abomey und dem Königreich Dahomey verbunden. Abomey-Calavi wurde gegründet, um in der Nähe von Cotonou den Handel zu erleichtern.

## Bildung
Die Stadt ist der Standort der Universität Abomey-Calavi, die 1970 gegründet wurde.

## Religion
Die Stadt verfügt über verschiedene christliche Kirchen und muslimische Moscheen. Die Stadt ist auch ein bekanntes Zentrum des Voodoo und beherbergt einen großen Fetischmarkt.

## Wirtschaft
Aufgrund der Lage am Meer spielt die Fischerei eine bedeutende Rolle. Als Vorstadt von Cotonou erlebt Abomey-Calavi ein rasantes Bevölkerungswachstum. 
In Abomey-Calavi wird momentan ein Marktplatz gebaut, damit dort der größte Markt Benins entsteht namens „Marché de Gros“.

## Persönlichkeiten
- Bernard Toha Wontacien (* 1970), Geistlicher und römisch-katholischer Bischof von Djougou